# Järnoolit
Järnoolit är en sedimentbergart, som består av små kulor av siderit, hematit eller järnsilikat. Den har en oolitisk struktur, där de olika skikten av oolitkorn till större eller mindre del är bildade av de järnhaltiga mineralen.

## Förekomst och utvinning
Järnoolit är en viktig järnmalm i England, Frankrike och Luxemburg. I Sverige finns omfattande fyndigheter i Fyledalen i Skåne.
Oolitiska järnmalmer, som använts för järnframställning, förekommer också på olika ställen i Jurabergen i Mellaneuropa. Järnooliter var också de minettmalmer i Lothringen och Luxemburg, som hade stor betydelse för Europas ekonomi under första världskriget.